# Język truchmeński
Język truchmeński (truch. Трүхмен дили) – język należący do podgrupy oguzyjsko-turkmeńskiej, grupy oguzyjskiej języków tureckich. Przez część turkologów (m.in. B. Czaryjarowa i O. Nazarowa) uważany jest jedynie za dialekt języka turkmeńskiego. Używany jest przez Truchmenów zamieszkujących Kraj Stawropolski.
Posługuje się nim 18 tys. osób. Jest zdecydowanie zagrożony wymarciem.
Z perspektywy historycznej jest to dialekt turkmeńskiego. Truchmenński wyróżnia się jednak wpływami języka nogajskiego (przede wszystkim na poziomie fonetyki, struktur gramatycznych, w mniejszym stopniu także leksyki). Główną przyczyną różnic dialektalnych w truchmeńskim jest kontakt z innymi grupami etnicznymi, zwłaszcza Nogajami i Kumykami. Nie istnieje literatura w języku truchmeńskim, Truchmeni używają rosyjskiego jako języka literackiego. Jest to także język oddziałujący na ich ojczystą mowę.